# DJ Norman vs Darkraver
Dj Norman (Norman Harinck) vs Darkraver (Steve Sweet) brachten begin 2005 het dance-nummer "Kom tie dan hé!" uit en scoorden er een hit mee. In 2006 kwam een tweede single van het duo: "Je wéééét toch!".

## Discografie

### Singles
| Single met eventuele hitnotering(en) in de Nederlandse Top 40 | Datum van verschijnen | Datum van binnenkomst | Hoogste positie | Aantal weken | Opmerkingen |
| ------------------------------------------------------------- | --------------------- | --------------------- | --------------- | ------------ | ----------- |
| Komt tie dan he                                               | 2005                  | 2005                  | 4               | 8            |             |
| Je wéééét toch!                                               | 2006                  | -                     | -               | -            |             |